# 马科斯·安东尼奥·埃利亚斯·桑托斯
马科斯·安东尼奥·埃利亚斯·桑托斯（葡萄牙語：Marcos Antônio Elias Santos；1990年6月26日—）是一位已退役的巴西籍職業足球運動員，司職中衛，退役前效力於馬來西亞超級足球聯賽球會柔佛DT。

## 球會生涯
2002年8月21日，葡超球會簽下马科斯·安东尼奥，並在2003年1月把他外借至科英布拉大學。他之後在吉爾維森特踢了三個球季後，又在利亞拿踢了一個球季，到2007年赴法國球會效力歐塞爾。

### PAOK
2008年，他被外借至希臘的PAOK，為期一年並附有購買權。他在2008/09希超聯賽首次上場便打進一球。外借結束後他回到歐塞爾。
2009年4月，马科斯·安东尼奥確診忠上咽喉癌。早在兩個月前安东尼奥說他常感到喉嚨痛，在他妻子堅持下他才看耳鼻喉醫生，才得知自己患癌。

### 貝倫人
2010年1月，安东尼奥離開歐塞爾，回到葡萄牙加盟貝倫人。

### 布加勒斯特迅速
效力布加勒斯特迅速期間，他在5-0大勝普羅耶什蒂佩特羅魯的羅馬尼亞盃比賽打進兩季，在羅馬尼亞足球甲級聯賽2-0擊敗布加勒斯特學生亦打進一球。

### 纽伦堡
2012年6月，安东尼奥加盟德甲球會纽伦堡，簽約兩年。他在德國盃對哈维尔斯比賽首次上場，9月29日德甲賽事對斯图加特体育俱乐部，他完成了德甲災難性處子秀。安东尼奥在回傳給門將拉斐爾·舍費爾時力度不足，使對方前鋒韦达德·伊比舍维奇有機可乘打開紀錄。之後他再犯下一次嚴重失誤使對手幾乎擴大比數，教練不得不在第16分鐘把他換下。這場比賽亦是他在德甲唯一的比賽。

### 柔佛DT
2014年4月，他與馬來西亞球會柔佛DT簽約加盟，取代離隊的拜哈基·凯赞防守位置。

## 榮譽

### 球會
柔佛DT
- 馬來西亞超級足球聯賽：2014、2015、2016、2017
- 馬來西亞慈善盾：2015、2016
- 馬來西亞足總盃：2016
- 亞洲足協盃：2015
- 馬來西亞盃：2017